# Pánico en las calles de Springfield
«Pánico en las calles de Springfield» —título original: «Panic on the Streets of Springfield»— es el decimonoveno episodio de la trigésimasegunda temporada de la serie de televisión animada estadounidense Los Simpson, y el septuagésimo tercer episodio en total. Se emitió en los Estados Unidos en Fox el 18 de abril de 2021. El episodio fue dirigido por Matthew Nastuk, y escrito por Tim Long. En este episodio, Lisa se obsesiona con un cínico cantante inglés llamado Quilloughby (basado en Morrissey y al que pone voz Benedict Cumberbatch) que se convierte en su amigo imaginario.
El episodio recibió la mayor audiencia de Fox esa noche, mientras que su recepción crítica fue mixta. Fue criticado por Morrissey y su representante, que consideraron que el personaje de Quilloughby era inexacto y ofensivo. El episodio se dedicó en memoria de Edwin E. Aguilar, animador, diseñador de personajes y ayudante de dirección de Los Simpson que falleció el 11 de abril de 2021.

## Trama
El Dr. Hibbert va a recetar a Homer un medicamento para su baja testosterona, pero cuando ve un anuncio previo de un camión de alto par, lo compra en su lugar. El camión viene con una suscripción a un servicio de streaming de música. Su algoritmo recomienda a Lisa que escuche a The Snuffs, un grupo británico de los ochenta liderado por el vegano malhumorado Quilloughby (parodias de The Smiths y Morrissey).
Lisa se hace fan de los Snuffs y consigue tacos veganos en el menú del colegio, pero por error los hacen con bacon. Disgustada y humillada, se hace amigo imaginario de Quilloughby. Él le da ingeniosas réplicas a Bart y al profesor de música, el Sr. Largo. El director Skinner llama a Homer y a Marge al colegio para hablar de la mala actitud de Lisa. Marge considera que Quilloughby es el origen de la rebeldía de su hija, por lo que cancela la suscripción musical.
El cantante imaginario aconseja a Lisa que robe la tarjeta de crédito de Homer para permitirse la entrada a un festival de música, donde actúa el verdadero Quilloughby. Lisa se cansa del cinismo del cantante imaginario, y ambos se escandalizan al ver que el verdadero es ahora un fanático con sobrepeso, antiinmigrante y que ha abandonado el veganismo. Cuando el Quilloughby real es abucheado y expulsado del escenario, el Quilloughby imaginario le aconseja que no sea tan negativo que acabe como su homólogo de la vida real antes de desaparecer. Homer saca su camión y Marge encuentra a Lisa en medio del tumulto, salvándola. Marge ve la similitud entre el comportamiento de Lisa y su propia fase rebelde contra su madre. Consuela a Lisa y le asegura que siempre estará ahí para ella.

## Producción
Benedict Cumberbatch interpreta a Quilloughby, el amigo imaginario de Lisa. Cumberbatch interpretó previamente dos papeles diferentes en el episodio de la vigésimo cuarta temporada «Love Is a Many-Splintered Thing».
Morrissey rechazó una oferta para interpretarse a sí mismo en «The Regina Monologues», un episodio británico de la decimoquinta temporada de Los Simpson. Según el guionista Tim Long, el personaje de Quilloughby, «a lo Morrissey», también se basa en otros cantantes británicos, como Robert Smith de The Cure, e Ian Curtis de Joy Division. La música original del episodio fue compuesta por Bret McKenzie, del dúo neozelandés Flight of the Conchords. Una versión de larga duración de la canción original «Everyone Is Horrid Except Me (And Possibly You)», escrita por McKenzie con voces de Cumberbatch como Quilloughby y Yeardley Smith como Lisa, fue lanzada en mayo de 2021 por Hollywood Records.
El episodio se dedicó en memoria del animador Edwin E. Aguilar. Aguilar trabajó en Los Simpson desde 1999 como animador, dibujante de personajes, revisor de storyboards, ayudante de dirección y otras funciones. También trabajó en Los Simpson: la película de 2007. Una versión ampliada del episodio se publicó en Hulu después de su emisión.